# Červnové dny
Červnové dny (francouzsky Journées de Juin) je ve francouzských dějinách označení pro lidové povstání v Paříži ve dnech 22. – 26. června 1848 kvůli uzavření národních dílen.

## Historický kontext
Hospodářská a sociální krize roku 1847, která způsobila lidovou nespokojenost, a vedla až k únorové revoluci, přetrvávala. Politická nejistota v nově vyhlášené republice vedla k odlivu kapitálu z bank, které omezily půjčky podnikatelům. Počet nezaměstnaných se zvyšoval. V národních dílnách založených v březnu, bylo zaregistrováno téměř 115 000 lidí.
V květnu se konaly volby, ve kterých Národní shromáždění obsadila konzervativní většina. Ta se snažila ukončit činnost národních dílen vzniklých po únorové revoluci 1848. Dne 16. května byla rozpuštěna Lucemburská komise, která organizovala veřejné práce. Její předseda Louis Blanc byl vyšetřován částí Národního shromáždění. Dne 24. května vyzval ministr veřejných prací Ulysses Trélat ke zrušení národních dílen. Dne 30. května Národní shromáždění rozhodlo, že dělníci, kteří mají bydliště v departementu Seine méně než tři měsíce, se musejí vrátit na venkov. Cílem bylo snížit počet zdejších nezaměstnaných a snížit možný odpor pařížských dělníků. Ale vláda složená z umírněných republikánů se zdráhala zrušit jeden z hlavních symbolů sociální politiky nové republiky a vyhláška z 24. května byla pozastavena.
Za účelem zajištění práce pro dělníky v národních dílnách navrhla vláda znárodnit železniční společnosti, aby práce na železnici vykonávali nezaměstnaní. Tento zásah do soukromého vlastnictví vybudilo konzervativní většinu v Národním shromáždění. Ve dnech 19. a 20. června se shromáždění rozhodne zrušit národní dílny. 21. června byla vydána vyhláška o uzavření národních dílen: dělníci od 18 do 25 let měli nastoupit do armády, ostatní měli odjet na venkov, zejména do Sologne kopat kanál Sauldre.

## Hlavní události
- 23. června začínají vznikat první barikády.
- 24. června: Pantheon se stal jedním z povstaleckých center, kam se uchýlilo přes 1500 povstalců. Byli vypuzeni republikánskou gardou, které velel plukovník Henri-George Boulay de la Meurthe. Během bojů byl smrtelně zraněn generál Édouard Damesme.
- 25. června: pařížský arcibiskup Denys Affre byl smrtelně zraněn na barikádách. Generál Jean Baptiste Fidèle Bréa byl zabit povstalci na barrière d'Italie.
- 26. června: konec vzpoury s pádem poslední barikády na Faubourg Saint-Antoine.

## Následky
Během povstání zemřelo na obou stranách množství lidí. Vládní síly ztratily zhruba 1600 mužů. Počet povstalců usmrcených během bojů se odhaduje na 3000 až 5000, plus asi 1500 zastřelených bez soudu. Zhruba 25 000 osob bylo zatčeno a 11 000 odsouzeno do vězení nebo k deportaci do Alžírska. Národní shromáždění rozhodlo o stíhání Louise Blanca. 3. července byly zrušeny národní dílny.
Tyto události obnovily dávnou nedůvěru vládnoucích tříd vůči Paříži. V politickém projevu vzniká určitý kult venkova, rolnické střední třídy jako pilíře republiky. Tento obraz bude později obnoven během Třetí republiky.
Právní důsledky tohoto povstání byly téměř okamžité. Ústava, o které probíhala dlouhá diskuse, byla upravena, aby zmizely jakékoli sociální tendence. Strach ze socialistických myšlenek vedl k většímu počtu hlasů pro konzervativce. Republikánské prezidentské a parlamentní volby tak paradoxně přivedly k moci synovce prvního císaře a monarchistickou většinu.
Značná část pařížského obyvatelstva, postiženého bojem a represemi se od republiky odvrátila. Louis-Napoleon Bonaparte těchto skutečností posléze využil, když se rozhodl ukončit druhou republikánskou zkušenost ve Francii.
Jedním z následků června 1848 se o několik let později stala mohutná přestavba Paříže vedená prefektem Haussmannem. Široké ulice (např. Boulevard de Sébastopol) měly snížit riziko povstání a stavby barikád.